# دختر آمریکایی (ترانه تام پتی اند د هارت‌بریکرز)
«دختر آمریکایی» (به انگلیسی: American Girl) تک‌آهنگی از گروه موسیقی راک آمریکایی تام پتی اند د هارت‌بریکرز است که در نخستین آلبوم استودیویی آن‌ها قرار داشت.
هنرمندانی همچون کیلرز، د شاینز، گرین دی، ال کینگ، الویس کاستلو، دف لپارد، فان، آو مونترآل، پرل جم، شوگرلند، سام ۴۱، تیلور سوئیفت و فرانک ترنر این ترانه را بازخوانی کرده‌اند.